# ベンセドラ (コルベット)
ベンセドラ（スペイン語：Vencedora, F 36、P 79）は、スペイン海軍のコルベット。デスクビエルタ級コルベットの6番艦。艦名は勝利者を意味するスペイン語に由来する。

## 艦歴
「ベンセドラ」は、バサンフェロル造船所で建造され、1978年1月1日に起工、1979年4月27日に進水、1982年3月27日に就役しカルタヘナ基地の第21護衛隊に配備される。進水後の1982年1月には建造作業中に爆発事故が発生し労働者2名が死亡、3名が負傷した。
1991年、湾岸危機に伴い国際連合主導による禁輸監視活動のため、フリゲート「F 82 ビクトリア」、コルベット「F 33 インファンタ・エレナ」と共にペルシャ湾に派遣される。
2003年、コルベットとしては最後となるガルフレックス03演習（Gruflex ' 03）に参加した。
2004年1月13日に哨戒艦に艦種が変更され、番号もP 78に変更される。その後、カナリアス諸島のラス・パルマス・デ・グラン・カナリアに移動し、捜索救難活動や麻薬密輸および不法移民対策に従事している。
2009年1月31日に国際連合安全保障理事会決議1707と国際連合安全保障理事会決議1832に基づく枠組みで、レバノンでのヒズボラ向け兵器密輸監視活動のため　スペイン、フランス、イタリアおよびポルトガルで部隊を構成し国際連合レバノン暫定駐留軍に参加するため、カルタヘナ基地を出港して「P 77 インファンタ・クリスティナ」と交代し任務に就く。
2011年3月から5月までアタランタ作戦に参加するためソマリア沖・アデン湾に展開している。スエス運河を越えての活動は1991年以来となっている。